# Брюс Гілберт
Брюс Гілберт (англ. Bruce Gilbert; нар. 18 травня 1946, Вотфорд, Гартфордшир, Велика Британія) — британський музикант, гітарист, один із засновників впливового британського пост-панк, артпанк-гурту Wire.

## Життєпис
Брюс Гілберт народився 18 травня 1946 року в місті Вотфорд, Гартфордшир, Велика Британія. Навчався графічному дизайну в політехнічній школі імені Лестера до 1971 року. Потім став художником-абстракціоністом, влаштувавшись на роботу на неповний робочий день, щоб допомогти себе утримувати. В 1975 році був прийнятий на роботу техніком з аудіо-візуальних засобів, також працював у бібліотеці зі слайд-фотографіями, в Вотфордському коледжі мистецтва та дизайну. Потім Гілберт починає займатися музикою, експериментуючи зі звуком, разом із Коліном Ньюменом та Анжелою Конвей, які були студентами, заснували недовоготривалий гурт «Overload».
Влітку 1976 року Гілберт разом із Коліном Ньюменом і ще двома музикантами, басистом Грехемом Левісом та барабанщиком Робертом Гудбедом, заснували Wire. Гілберт рахував гурт як зовнішньою скульптурою, а не музичним колективом, мав на увазі що сам колектив як скульптура часто з часом змінюється, і учасники його змінюються, як у зовнішньому вигляді, так і у внутрішньому, згадуючи панк-рокові виступи колективу, тим що аудиторія, стала їхнім споживачем, на концертах, але і додала музичного досвіду в музичній кар'єрі гурту.

## Дискографія
Wire
- Pink Flag (1977)
- Chairs Missing (1978)
- 154 (1979)
- The Ideal Copy (1987)
- A Bell is a Cup (1988)
- IBTABA (1989)
- Manscape (1990)
- The Drill (1991)
- The First Latter (1991)
- Send (2003)